# Оксамитник південний
Оксамитник південний (Hyliota australis) — вид горобцеподібних птахів родини Hyliotidae.

## Поширення
Оксамитник південний поширений в Африці від Камеруну та Кенії до Мозамбіку та ПАР. Мешкає у рідколіссях саван та лісах міомбо.

## Опис
Невеликий птах, 11,5–13 см завдовжки та вагою 9,5-12 г. Голова, спина, крила, хвіст чорного забарвлення. Крила з білими криючими. Горло, груди сірі з цегляним відтінком, а черево, боки та підхвістя бежево-сірі. Дзьоб і ноги чорні. У самиць верхня сторона тіла чорна з коричневим відтінком.

## Спосіб життя
Трапляються поодинці або парами. Поживу шукають під пологом лісу. Живляться комахами та іншими безхребетними. На час розмноження стають територіальними. Утворюють моногамні пари. Шлюбний сезон триває з липня по жовтень на півночі ареалу і з серпня по січень на півдні. Гніздо будують високо серед гілок дерев. Самиці самостійно будують гніздо та насиджують яйця. Доглядають за потомством обидва батьки. Пташенята стають самостійними через півтора місяця після вилуплення.